# メルヘン
メルヘン、メルヒェン（独: Märchen）は、ドイツで発生した散文による空想的な物語。非常に古くて重要な文学形式の一つであり、英語ではフェアリーテール (fairy tale)、フランス語ではコント (contes de fée) と呼ばれるものに相当する。そのルーツを説話（おとぎ話）、口承文芸に持つフォルクスメルヘン （Volksmärchen)、民話、民間メルヘン）と、それらを元に創作したクンストメルヘン（Kunstmärchen、創作メルヘン、創作童話）がある。
メルヘンの特徴として、動物が話をしたり、魔女や魔法使い、巨人といった魔法の助けを得るなどの空想的な要素がある。
メルヘンにおいて、善悪は、喜びや怒りの形で明確に分離される。その中ではヒーローは、喜びと怒りの対立、自然と奇跡的な強さの中心にいる。ヒーローはしばしば、表面的には末っ子のような弱い人物である。しかし物語の終わりには、善は報いられ、悪は罰せられる（勧善懲悪）。
メルヘンは広汎な民衆文学であり、その全てが子供向けの牧歌的な童話とは限らない。メルヘンが子供にふさわしいかという議論では、近代の市民社会が形成される以前と以後では、子供の概念が変化している点に留意する必要がある。
ドイツではメルヘンの概念はグリム兄弟によって形作られたと言われている。やがてその作品の多くから、ロベルト・ビュルクナーのような、現代で上演されるメルヘン劇が始まった。
日本ではメルヘンは、おとぎ話・童話、あるいは童話的な素朴な空想を含む物語の意味で使われることが多く、それらの雰囲気を指してメルヘンチック、メルヘンタッチといった和製語も使われる。

## メルヘンの研究
メルヘンの比較研究は、19世紀のインド学研究者テーオドール・ベンファイによって始められた。1910年にアンティ・アールネが主な物語の内容を分類し、ここから現代でも国際的に重要な研究であるアールネ・トンプソンのタイプ・インデックスが作られた。ロシアの文言学者ウラジーミル・プロップは1928年に、メルヘンの形態論について構造主義的研究—すべてのメルヘンには、その内容と独立した堅固な行動構造がある—で、文学、特にメルヘン研究への重要な貢献をした。この構造は、主人公の元型（ヒーロー、敵役、補助者など）が相互接続された多くの物語に該当する。しかし古い時代では、異なった理論基盤として人類学、異なった単一文献学や心理学、その他の調査が必要となる。

### 語源
15世紀に生まれたメーレ（Mär）と呼ばれる詩の文体の短い物語があった。これに「小さい」を意味する語尾chenが付けられてMärchenとなった。
現代ドイツ語の""Mär""は「話」「うわさ」といった意味だが、語源をたどると中世高地ドイツ語で「出来事の知らせ」を意味する""mære""（メーレ）に行きつく。
18世紀にフランスの妖精物語や、アラブ圏の『千夜一夜物語』がドイツ語に訳され、これらをメルヘンと呼ぶようになった。

### メルヘンの収集
メルヘン収集によるメルヘンの成立においては、すぐれたメルヘンの語り手が寄与していた。それによって、メルヘン、メルヘン集の伝統が形成されることになった。
ヨーロッパで初めて収集された昔話を本としてまとめたものは、イタリアのストラパローラが1550年から1553年にかけて出版した『愉しき夜』と言われる。
17世紀にはイタリアのジャンバティスタ・バジーレがナポリ方言の民話集『ペンタメローネ（五日物語）』を出版し、そのモチーフのいくつかは、グリム兄弟の収集の中にも見られる。
有名なメルヘン（民話）収集には、フランスのシャルル・ペロー、グリム兄弟、エルンスト・アルント(1769–1860)、ベネディクテ・ナウベルト(Benedikte Naubert, 1756–1819)、ルートヴィヒ・ベヒシュタイン(Ludwig Bechstein, 1801–1860)、オットー・ズーターマイスター(Otto Sutermeister, 1832–1901)のものがある。「千夜一夜物語」には東洋のおとぎ話が収集されている。ドイツで最も早い収集は、ヨハン・カール・アウグスト・ムゼーウスによる1782-1787年の「ドイツ人の民間メルヘン」（Volksmärchen der Deutschen）がある。

## メルヘンの原点
古代エジプトの新王国時代に叙述された『二人兄弟』と呼ばれるおとぎ話は、古代エジプトのおとぎ話のなかで最もメルヘンの基本条件を備えたものと言える。ヨーロッパのメルヘンの多くは、古典古代の民族叙事詩やギリシャ神話、十字軍の従軍体験譚など、メルヘン的な要素を持つ原話の痕跡を残すものも多い。

## フォルクスメルヘン（民間メルヘン）
民間メルヘンの創始者を決めることは出来ない。口承は長い期間、排他的で、また伝統的で自然な形態で今日まで続いてきた。しかし伝統的な口承の時代から、効率的な文字の時代が始まり、中世の初期おとぎ話は、文学として記録されて発見される。現代においては印刷によって、さらに普及の可能性を得ている。口承による伝統的文芸に基づいた出版の形態について、フォルクスメルヘンは固定的な形式を持っていない。むしろ非常に多くの、部分的に異なったバリエーションが現れている。しかし人物の動きに含まれる物語の基本的な構造（主題、行動の道筋など）は、それらバリエーションで分類できる。そしてバリエーションからの逸脱は、古く、広く拡散したものほど大きくなる。

### ドイツのおとぎ話
ドイツではメルヘンの概念は、グリム兄弟の民話収集『グリム童話集』（1812年）に関係しているが、グリムが収集できたのは民話の一部だけであり、ルートヴィヒ・ベヒシュタインの『ドイツ・メルヘン集』(1845年)など、他にも無数の民話が存在している。

### フランスのおとぎ話
フランスでの最初のおとぎ話収集は、シャルル・ペローによる1697年の「Histoires ou Contes du temps passé avec des moralités」であり、これによってcontes de féeと呼ばれる形式が形成され、英語では妖精物語（Fairy tale）と呼ばれる。魔法の要素や夢想的な展開はこの命名に現されている。そこには（神や悪魔による）魔法の性質だけでなく、空想的なおとぎ話の世界、特に魔法の影響を受けたもの、魔法にかかった動植物により大きな利益を得るヒーロー、象徴的な人物による質問などがある。同様に、石化した人間は、同情した人々の涙によって救出される。

### インドのおとぎ話
インドのおとぎ話は、非常に古く、多種多様な伝統があることが認められる。最も重要なおとぎ話収集は、パンチャタントラと呼ばれる2000年前のおとぎ話集である。インド学者Johannes Hertelは、20世紀初めにパンチャタントラに関して学術的成果を上げた。パンチャタントラの一部は語り継がれ、千夜一夜物語にも取り込まれた。

### その他ヨーロッパのおとぎ話
アレクサンドル・アファナーシェフによるロシア民話、Joseph Jacobsによるイギリスのおとぎ話、Peter Christen Asbjørnsenによるノルウェー民話がある。

## クンストメルヘン（創作メルヘン）
いわゆる創作メルヘンは、詩人や作家など、特定できる個人の意図による作品である。彼らはしばしば伝統的な民間メルヘンを題材にして、空想的な驚異の歴史を新たに作り上げたが、驚異、非現実性という観点で民間メルヘンとの繋がりが残っている。それらの内容は、哲学と個々人のアイデアにより作られ、同時に文学思潮の影響を受ける。ロマン主義の成果として、創作メルヘンは最初の興隆を得て、決定的な衝撃を受けてさらに発展する。初期ロマン主義では人為的作品のアクセントとして、従来のメルヘンとの境界を隠し、公平な読者は簡単に増えることは無かった。しかしそれは後期ロマン派詩人には、再び単純なメルヘン調（Märchenton）が好まれた。
ゴットホルト・エフライム・レッシングの戯曲『賢者ナータン』(1779年)では、作中で語られる物語をメルヘンと呼んでいる。ゲーテは、『ヴィルヘルム・マイスターの修業時代』(1796年)作中の「新しいメルジーネ」などのメルヘンを残している。ノヴァーリス『青い花』の作中でも、数作のメルヘンが語られている。ルートヴィヒ・ティークは民衆本やペローの童話に取材したメルヘンを書いた後、「金髪のエッグベルト」(1796年)などの独自に創案した幻想的な作品を書き、ドイツ・ロマン派創作メルヘンの創始者とも言われる。
19世紀に最もよく読まれた創作メルヘンの作家は、ヴィルヘルム・ハウフである。そのメルヘン集『隊商』(Die Karawane )、『アレッサンドリア物語』(Scheich von Alessandria und seine Sklaven)『シュペッサルトの森の宿屋』(Das Wirtshaus im Spessart)が毎年発表され、それぞれ異なる背景を舞台にしていることがタイトルからも見て取れる。最初の2冊は東洋、後の1冊は北方周辺を舞台にしている。いずれのメルヘンも、異邦の人に対して熱意を持って冒険を語るところに特徴がある。
デンマークのハンス・クリスチャン・アンデルセンは、最も人気のあるおとぎ話作者の一人である。彼はグリム兄弟と、ドイツの創作メルヘンに刺激を受けた。最初はメルヘンへの分かりやすい模倣が認められるが、すぐに彼の独自のスタイルを作り出した。どことも知れない場所に描かれる民間メルヘンとは対照的に、お話の舞台を丁寧に描いて、世間から注目された。物語は単純で自然な言葉によって、力強い調子をもたらす。それゆえ、それはしばしばロマンチックなものから始まっても、日常的な現実のすばらしさが取り込まれている。ドイツでと同じように、デンマークでもアンデルセン物語は子供のためのメルヘンとして受け取られた。しかし彼がすべての年代のための作者であるという自己像には一致していなかった。
社会的背景を持つオスカー・ワイルドのメルヘンは、残酷な現実の中でのロマン主義的な理想、あるいは利己主義による搾取の犠牲者の視点、浅薄な支配への非難との対比の感覚に覆われている。
ヘルマン・ヘッセの『メルヒェン』(1919年)には、第一次世界大戦の悲惨さや、当時の妻との行き詰まった関係に影響されたメルヘンが収められている。
創作メルヘンを広義に捉えると、ずっと新しい時期に作られたファンタジー物語も含めることが出来る。またSF映画「スター・ウォーズ」はメルヘンの典型的な特徴—例えばいつのどことも知れない時間と場所（「遠い昔、遥かな銀河で...」）、または貴族と一般人が対等、そしてハッピーエンド—がある。

## メルヘンの語り手
初期の語り手には吟遊詩人がおり、初期のインド・ヨーロッパ語族の言語・文化圏の周辺地域に物語文化を伝えた。
北アフリカのベルベル人は現代まで、その物語の伝統の文化的な重要さで突出している。
現代の語り手の大部分は、民間メルヘンを収集し、物語の保存と伝承に努める。ドイツ語圏で知られているのは、ドイツのクラウス・アダム(Klaus Adam)、Mario Eberlein、Frank Jentzsch、Christian Peitz、Michaele Scherenberg、Frieder Kahlert、オーストリアのFolke Tegetthoff、Michael Köhlmeier、Norbert Julian Kober、エーヴァ・イェンセン(Eva Jensen)、Erwin Stammler、Joachim Vaross、Helmut Wittmann、スイスのJürg Steigmeier。国際的な範囲では、Radha Anjali（インド）、Heather Forest（USA）、Huda al-Hilali（イラク）、Jankele Ya'akobson（イスラエル）、Saddek El Kebir（アルジェリア）、Naceur Charles Aceval（アルジェリア）、Laura Kibel（イタリア）、Antonio Sacre（キューバ）、Eth Noh Tec（日本）がいる。南ドイツでは1999年、「金の口」という、メルヘンの確立と語り手の養成を行う教育コースが行われた。バイエルン州のすべての行政管区から集められた100以上のメルヘンが、ミュンヘンの著作家Alfons Schweiggertによって、バイエルンのメルヘンとして上梓された。メルヘン語りの特殊な形態には、移動語りがあり、例えば"Bänkelsang"に代表される「移動民話」がある。「移動民話」は1930年代のドイツで見つけられた。この語り屋は、あちこちを移動して、モーリタートを語ったり大道歌を唄ったりする。

## フェスティバル
1998年から2006年まで毎年、オーストリアのグラーツでは、ヨーロッパ最大の物語芸術フェスティバル「語り手の長い夜（Die lange Nacht der Märchenerzähler, GRAZERZÄHLT)」が開催された。2007年からはニーダーエスターライヒ州で同じ名前のイベントが続けられている。
1990年以降の毎年11月には、「ベルリン・メルヘンの日」が開かれている。
「メルヘンの森」「メルヘン動物園」といった施設では、小さな模型によるジオラマが集められ、コインを入れるとメルヘンが語られるのを聞くことが出来たりする。伝統に満ちたメルヘン動物園には、「Blauer See (Ratingen)」がある。
1985年以降、グリム兄弟の出身地ハーナウにあるPhilippsruhe宮殿公園で「グリム兄弟メルヘンフェスティバル」が開かれている。その人出は2006年には100万人を突破した。
「バルファー洞窟フェスティバル」では、1991年以降、メルヘン週間が続けられている。
子供たちや家族のためのイベントとしては、ネーデルライン川のネウカーシェン・ブルイン(Neukirchen-Vluyn)」のウルズラ・フォン・デア・ライエン後援で、2005年以降に毎7月最初の週末に、「ドイツ語メルヘンと語り手のためのフェスティバル」 が開かれる。ヨーロッパドイツ語圏の16人の語り手達が競って、市民によって審査される。